# Dillons Booksellers

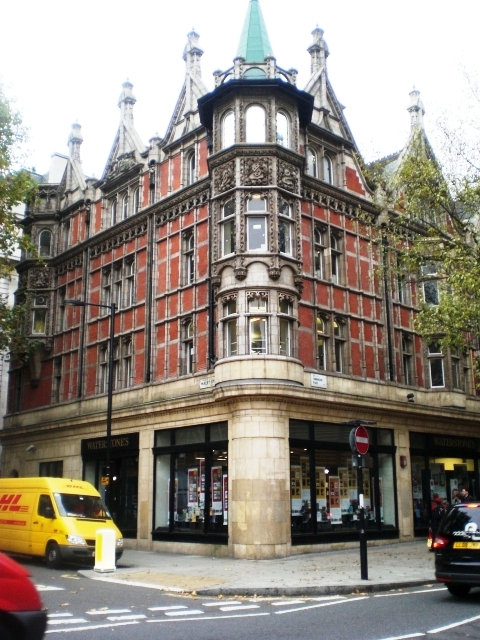
Clădirea Dillons de pe Gower Street; acum o ramură a Waterstones

Dillons a fost o librărie britanică înființată în 1932 și numită după fondatoarea și proprietara sa, Una Dillon. Librăria, care avea sediul pe Gower Street din Londra, s-a extins în anii 1980 , în cadrul unui lanț de vânzare cu amănuntul în Marea Britanie, înainte de a fi vândut companiei Thorn EMI și apoi a fost transformată în HMV Group. Marca a fost inclusă sub brandul rival al brandului Waterstones în 1999, moment în care marca a încetat să mai existe.

## Istoric
Una Dillon a fondat librăria în 1932, iar în 1936 s-a mutat în spațiul unei librării aflată în faliment de pe Gower Street, în apropiere de University College London. Dillon a condus afacerea cu tenacitate, livrând personal cărți cu bicicleta timp de opt ore. Printre clienții și prietenii ei s-au aflat C. Day Lewis, John Betjeman și alți bibliofili.
Dillon a vândut ulterior, în 1956, majoritatea părților sociale pe care le deținea în companie către Universitatea din Londra, cu condiția ca noul cumpărător să continue să-i folosească numele. Universitatea a investit 11 000 de lire sterline care i-au fost acordate de o companie de asigurări. Compania a ajuns curând la o cifră de afaceri de 1 milion de lire sterline pe an și s-a extins în clădirile din apropiere. Una Dillon s-a retras din funcția de director în 1968, dar a rămas membru al consiliului de administrație până în 1977.
Ajuns iarăși în proprietate particulară pe la mijlocul anilor 1980, librăria a trecut printr-un proces major de modernizare, fiind relansat cu posterul publicitar „Foyled again? Try Dillons” afișat vizibil pe peretele stației de autobuz de peste drum de rivala sa londoneză Foyles.
Inspirat de succesul Waterstones, care a demonstrat potențialul afacerii de vânzare de carte în librării încăpătoare și moderne, noii proprietari Pentos plc au lansat rapid acest tip de librării în toată țara, construind în cele din urmă un lanț de 75 de magazine. Cu toate acestea, cheltuielile au fost imense, iar Dillons a fost achiziționat de Thorn EMI pentru 36 de milioane de lire sterline, care deținea deja lanțul HMV.
În 1998 HMV a achiziționat lanțul Waterstones, iar în anul următor marca Dillons a încetat să existe ca o entitate separată atunci când afacerea de vânzare de carte a fost reorganizată sub marca Waterstones. Unele librării au fost vândute lanțului Ottakar's, care a fost ulterior preluat de Waterstones în 2006.